# Agapetus oramatama
Agapetus oramatama är en nattsländeart som först beskrevs av Malicky 1978.  Agapetus oramatama ingår i släktet Agapetus och familjen stenhusnattsländor. Inga underarter finns listade i Catalogue of Life.